# Vizedomamt Rheingau
Das Vitztumamt Rheingau oder Vizedomamt Rheingau war eine Verwaltungseinheit in Kurmainz und umfasste die Region des heutigen Rheingaus, zeitweise auch rheinhessische Gebiete und die Besitzungen von Kurmainz im Naheraum, in der Pfalz und im heutigen Hessen bis hin in den Westerwald. An der Spitze dieses Verwaltungsgebietes stand der Vizedom des Rheingaus.

## Geschichte

### Die Veroneser Schenkung
Der Erzbischof von Mainz hatte bereits zu karolingischer Zeit Rechte im Rheingau erworben. Mit der Veroneser Schenkung entstand 983 ein geschlossenes Herrschaftsgebiet, vergleichbar mit anderen Grafschaften des Reiches.
Die Veroneser Schenkung war eine Schenkung Kaiser Ottos II. an das Mainzer Erzbistum unter dem Erzbischof Willigis auf dem Reichstag in Verona am 14. Juni 983. Auf diesem wurden eine Reihe von Beschlüssen gefasst, die die Reichsfürsten stärkten. Nach der Niederlage des Kaisers bei der Schlacht am Kap Colonna war dessen Position stark geschwächt.
Die Schenkung umfasste die königliche Grundherrschaft über die Landschaft Rheingau einschließlich Bingen. Die bereits für Mainz bestehenden Rechte wurden bestätigt, neue Besitzungen und Rechte zwischen Niederwalluf und Lorchhausen wurden an das Erzbistum übertragen.

### Territorialisierung
Der Prozess der Territorialisierung setzte im Rheingau früh ein. Der Rheingau hatte durch die nicht erbliche Position des Erzbischofs von Anfang an nicht nur den Charakter eines Personenverbandsstaates, sondern auch den Charakter eines Flächenstaates. Der Beginn einer reinen Landesherrschaft kann auf das Jahr 1220 datiert werden.
Um die Herrschaft der Staufer über seinen Tod hinaus zu sichern, ließ Friedrich II. 1220 auf einer Reichsversammlung in Frankfurt seinen Sohn Heinrich (VII.) zum König wählen. Dies konnte er nur erreichen, indem er den geistlichen Fürsten eine so große Anzahl an Privilegien gewährte, dass diese Confoederatio cum principibus ecclesiasticis faktisch den Beginn einer Landesherrschaft der geistlichen Fürsten, also auch des Kurmainzischen Staates darstellte.
Das Amt des Vizedoms war historisch ein Hofamt. Seit der Amtszeit von Adalbert I. von Saarbrücken, also etwa ab 1120, war daraus ein territoriales Amt geworden. Der Vicedominus Moguntinus war nun verantwortlich für Mainz und dessen Hinterland, den Rheingau und die Besitzungen von Mainz im Naheraum, in der Pfalz und im heutigen Hessen bis hin in den Westerwald. Die Besitztümer von Mainz außerhalb des Rheingaus waren zersplittert und gingen ab dem 13. Jahrhundert vielfach verloren. In der 2. Hälfte des 15. Jahrhunderts erfolgte die Trennung des Vizedomamtes Mainz und des Rheingaus. Der Titel des Vizedoms lautete nun Vizedom des Rheingaus (lateinisch Vicedominus per Ringowe).
Im Jahr 1345 und von 1350 bis 1424 musste Mainz das Vizedomamt Rheingau verpfänden. Während dieser Zeit erhielt der Vizedom 10 % der Einnahmen des Vizedomamtes. Nach 1428 wurde stattdessen in jeder Ernennung ein regelmäßiges Jahresgehalt versprochen, das in vier Raten ausgezahlt wurde.

### Rheingauer Weistum von 1324
Das Rheingauer Weistum von 1324 sicherte den Einwohnern des Rheingaus Privilegien, die denen der Städte nahe kamen.

### Verwaltungsreform von 1770
Mit der Verwaltungsreform von 1770 wurde der Rheingau für die Verwaltung und Strafrechtspflege in die Amtskellereien von Eltville und Rüdesheim und für die Zivilrechtspflege in die Vogteigerichte Erbach für Eltville und Geisenheim eingeteilt.
Das Amt des Viztums blieb, wurde aber weitgehend bedeutungslos.
Zur Amtskellerei Eltville gehörten: Budenheim, Eltville, Erbach, Frauenstein, Geroldstein links der Wisper, Hallgarten, Hattenheim, Kiedrich, Mittelheim, Neudorf (Martinsthal), Niedergladbach, Niederwalluf, Obergladbach, Oberwalluf, Oestrich, Rauenthal, Schlangenbad rechts des Warmen Baches (ohne Hof Armada), Draiser Hof, Geisgarten, Grorod, Hof Mappen, Neuhof, Reinhartshausen, Scharfenstein (Ruine), Steinheim, Wacholderhof. Nicht Teil der Amtskellerei waren die Klöster Eberbach, Gottesthal und Tiefenthal und Rheinauen Kleine Haderau (Universität Mainz), Mariannenaue und Langwerther Au (Freiherr von Langwerth von Simmern) und der Lindauer Wald.
Die bedeutendsten Enklaven waren das Lindauer Gericht (Niederwalluf) des Grafen von und zu der Leyen und die Gebiete der Abtei Eberbach.
Zur Amtskellerei Rüdesheim gehörten Aßmannshausen, Aulhausen, Eibingen, Espenschied, Geisenheim, Johannisberg (ohne Schloss Johannisberg), Lorch, Lorchhausen, Presberg, Ransel, Rüdesheim, Stephanshausen, Winkel, Wollmerschied (ohne Bartholomä), Ehrenfels (Ruine), Kammerburg, Kammerforst, Kleiner Hahn, Niederwald bei Rüdesheim, Nollig (Ruine), Patvester Hof, Plixholz, Burg Rheinberg, Schafhof, Vollrads (ohne Schloss Vollrads), Würkershof (Wüstung).
Nicht Teil der Amtskellerei waren die Klöster Eibingen, Marienhausen, Marienthal und Nothgottes, einige Rheinauen und Waldungen.

### Auflösung 1803
Mit dem Reichsdeputationshauptschluss kam das Vitztumamt Rheingau 1803 an Nassau-Usingen. Dort, und ab 1806 im Herzogtum Nassau, wurde zunächst die Verwaltungsstruktur bestehend aus dem Vicedomamt Rheingau und den Amtskellereien Eltville und Rüdesheim, aufrechterhalten. Die Nachfolgeorganisationen waren die nassauischen Ämter Eltville und Rüdesheim. Eine übergeordnete Verwaltungseinheit, die den ganzen Rheingau, und andere Gebiete, umfasste, wurde erst wieder von 1849 bis 1854 in Form des Kreisamtes Rüdesheim und ab 1867 mit dem Rheingaukreis geschaffen.

## Gebiet
Zum Gebiet der Vitztumamtes Rheingau gehörten im 14. Jahrhundert auch einige Gemeinden in Rheinhessen. Darunter war bis zur Verpfändung der Stadt durch das Mainzer Domkapitel 1420/38 auch die Stadt Bingen. Bis 1437 hatte der Kurmainzer Landschreiber, der höchste Beamte unter dem Vizedom, in Bingen seinen Sitz, bevor er nach Eltville wechselte.
Innerhalb des Gebietes befanden sich eine Vielzahl von Orten, Anwesen und Flächen, an denen Dritte ganz oder teilweise die Rechte hatten. Darunter befanden sich die Klöster wie das Kloster Eberbach, das Lindauer Gericht des Grafen von und zu der Leyen und viele kleine Herrschaften.

## Organisation
An der Spitze des Vizedomamtes Rheingau stand der Vizedom. Die Aufgabenstellung des Vizedoms entsprach dem der Kurmainzer (Ober-)Amtmänner. Es handelte sich also nicht um eine Mittelbehörde im modernen Sinne. Die Aufgaben lagen sowohl in der Verwaltung als auch in der Rechtsprechung. Eine Trennung dieser Gewalten bestand im Kurfürstentum nicht. Allerdings gab es innerhalb der Verwaltungsspitze eine Aufgabenteilung. Dem Vizedom war ein Kameralbeamter unterstellt, zu dessen Aufgaben die Finanzverwaltung gehörte. Hierzu gehörten insbesondere das Eintreiben von Steuern und Abgaben, aber auch die Ausgaben des Vizedomamtes Rheingau. Ein Gewaltbote war als Policey- und Justizbeamte für die Justiz und das Polizeiwesen zuständig.
Der Vizedom wurde vom Kurfürsten ernannt. Jedoch nahm die Landschaft Einfluss auf die Besetzung. Das Amt wurde mit Vertreten des einheimischen Adels besetzt. Der Amtscharakter wurde 1428 und 1455 die Residenzpflicht des Vizedoms festgeschrieben. Er war Verwaltungschef und gleichzeitig Richter. Ihm oblag die Hohe Gerichtsbarkeit und seit 1279 zusätzlich auch die Blutgerichtsbarkeit.
Der Landschreiber wurde als Kameralbeamter 1370 erstmals erwähnt. Im Laufe der Jahrhunderte, auch bedingt durch mehrere Verpfändungen des Rheingaus, stieg seine Bedeutung an. Die Landesordnung von 1579 machte ihn zum Stellvertreter des Vizedoms. Teilweise hatte er auch die Stellen als Amtmann benachbarter Ämter inne und war damit faktisch ähnlich einflussreich wie der Vizedom selbst.
Dem Vizedom unterstanden die Ämter und Gemeinden. Die Ämter wurden durch kommunale Organe verwaltet. Bis ins 16. Jahrhundert bestanden Amtsschultheißereien in Eltville, Oestrich, Geisenheim, Rüdesheim und Lorch (rechtsrheinisch) sowie Algesheim (linksrheinisch). In der Folge bildeten sich daraus das Oberamt in Eltville, das Mittelamt in Oestrich, das Unteramt in Geisenheim und das Halbamt Lorch. In der Regierungszeit des Kurfürsten Daniel Brendel von Homburg (1555–1582) wurde dieser Prozess abgeschlossen.

## Persönlichkeiten

### Vizedome des Rheingaus
| Vizedom                                     | Amtszeit                 | Anmerkung                                                       |
| ------------------------------------------- | ------------------------ | --------------------------------------------------------------- |
| Adalbertus                                  | 1075                     | 0                                                               |
| Giselbrat                                   | 1090                     | 0                                                               |
| Embricho II. von Geisenheim                 | 1108–1124                | zu unterscheiden vom gleichzeitig belegten Rheingrafen Embricho |
| Ernestus                                    | 1125–1128, 1131          | 0                                                               |
| Ruthardus                                   | 1128–1132                | Neffe von Ruthard, Erzbischof von Mainz 1089–1109?              |
| Embricho von Geisenheim                     | 1132–1141                | Embricho III. Graf im Rheingau?                                 |
| Ruthardus                                   | 1142–1144                | 0                                                               |
| Meingot                                     | 1145–1152                | 0                                                               |
| Helpricius                                  | 1155–1160                | 0                                                               |
| (Embricho)                                  | 1162                     | Fälschung? Embricho IV. Rheingraf, der Ältere, 1158 († 1194)?   |
| Conrad                                      | 1171-ca. 1181 (vor 1189) | 0                                                               |
| Dietrich von Selhofen                       | 1181-von 1189            | aus Mainzer Ministerialenfamilie von Selenhofen?                |
| Embricho                                    | 1189–1196                | Embricho IV. Rheingraf, der Ältere, 1158 († 1194)?              |
| Heinrich                                    | nach 1196, vor 1216      | 0                                                               |
| Philipp von Bolanden                        | 1211-vor 1222            | Schwager von Eb. Siegfried II                                   |
| Rheingraf Embricho                          | (1219-)1227              | Rheingraf Embricho III. vom Stein († um 1241)                   |
| (Conrad von Rüdesheim)                      | 1251                     | 0                                                               |
| Giselbert Fuchs von Rüdesheim               | 1252–1268                | 0                                                               |
| Heinrich Gallo von Delkenheim               | 1279                     | 0                                                               |
| Ludwig von Idstein                          | 1280–1294                | 0                                                               |
| Erembert                                    | 1294–1309                | 0                                                               |
| Konrad von Rüdesheim                        | (1315)1316–1318          | 0                                                               |
| Rheingraf Siegfried                         | 1318                     | Rheingraf Siegfried II. vom Stein († vor 1327)                  |
| (Heinrich Schetzel von Lorch)               | 1319                     | 0                                                               |
| Heinrich von Lindau                         | vor 1328–1330            | 0                                                               |
| (Konrad von Rüdesheim)                      | 1332                     | 0                                                               |
| Philipp von Wunnenberg                      | 1334–1341                | auch Phillipus von Wunnenberg                                   |
| Konrad von Rüdesheim                        | 1342–1344                | 0                                                               |
| Wilhelm Kesselhut von Ingelheim             | 1345                     | Verpfändung um 1000 Pfund Heller                                |
| Johann von Randeck                          | 1346–1347                | 0                                                               |
| Gerlach Knebel                              | 1347(?)-1348             | 0                                                               |
| Johann Marschall von Waldeck                | 1350–1351                | Verpfändung                                                     |
| Johann d. J. Marschall von Waldeck          | 1354                     | 0                                                               |
| Ulrich von Cronberg                         | 1354–1386                | von Waldeck verpfändete das Amt für 1000 Gulden                 |
| Siegfried von Lindau                        | 1387–1399 (1400?)        | löste am 5. Dezember 1586 das Pfand ab                          |
| Kuno von Scharfenstein                      | 1401(1407)-1424          | 0                                                               |
| Johann Brömser von Rüdesheim                | 1415–1417 (1418)         | 0                                                               |
| Hans von Helmstatt                          | 1424–1428                | 0                                                               |
| Johann Boos von Waldeck                     | 1428–1435                | 0                                                               |
| Adam von Allendorf                          | 1435–1455                | 0                                                               |
| Johann Graf von Nassau                      | 1455–1460                | 0                                                               |
| Gernand von Schwalbach                      | 1460                     | 0                                                               |
| Emmerich von Rheinberg                      | 1461, 1463–1467          | 0                                                               |
| Philipp Graf von Nassau                     | 1462                     | 0                                                               |
| Johann von Greiffenklau                     | 1467–1480                | 0                                                               |
| Wigand von Dienheim                         | 1480–1481                | 0                                                               |
| Johann von Breitbach                        | 1481–1494                | 0                                                               |
| Friedrich Brömser von Rüdesheim             | 1494–1505                | 0                                                               |
| Friedrich von Stockheim der Ältere          | 1505–1521                | 0                                                               |
| Heinrich Brömser von Rüdesheim              | 1521–1532                | 0                                                               |
| Friedrich Schlüchter von Erfenstein         | 1532–1538                | 0                                                               |
| Hans-Heinrich von Morsheim                  | 1538–1544                | Sohn des Dichters Johann von Morschheim                         |
| Friedrich von Stockheim der Jüngere         | 1544–1556                | 0                                                               |
| Johann von Stockheim                        | 1556-vor 1560            | 0                                                               |
| Philipp von Grorod                          | vor 1560–1566            | 0                                                               |
| Johann Oger Brendel von Homburg             | 1566–1571                | 0                                                               |
| Damian Kämmerer von Worms                   | 1671–1575                | 0                                                               |
| Hans-Georg von Bicken                       | 1575–1608                | 0                                                               |
| Johann Reichard Brömser von Rüdesheim       | 1608–1618                | 0                                                               |
| Wolf Heinrich von Breitbach                 | 1618–1631                | 0                                                               |
| Johann Nikolaus von Stockheim               | 1631–1635                | von den Schweden eingesetzt                                     |
| Heinrich von Greiffenklau                   | 1632–1638                | vom Erzbischof eingesetzt                                       |
| Friedrich von Greiffenclau zu Vollrads      | 1638–1682                | 0                                                               |
| Adolf Franz Dietrich Freiherr von Ingelheim | 1682–1698                | 0                                                               |
| Johann Erwein von Greiffenclau-Vollrads     | 1698–1727                | 0                                                               |
| Johann Philipp Graf von Ingelheim           | 1727–1751                | 0                                                               |
| Anselm Franz von Ritter zu Groenesteyn      | 1751–1765                | 0                                                               |
| Franz Karl Philipp Graf von Ingelheim       | 1765–1774                | 0                                                               |
| Anselm Casimir Franz Graf von Edeler zu Elz | 1774–1778                | Sinekure                                                        |
| Philipp Anton Freiherr von Bibra            | 1778-nach 1797           | Sinekure                                                        |

### Amtskeller
Eltville:
- Andreas Bender (1770–1795)
- Andreas Kretzinger (1787–1801)
- Johann Georg Herber (1801–1802)

Rüdesheim:
- Theobald Reuter (1770–1795)
- Peter Heinrich Schmidt (1795–1802)